# Больц-Вебер, Надя
Надя Больц-Вебер (англ. Nadia Bolz-Weber; род. 1969, Колорадо-Спрингс, штат Колорадо, США) — американский лютеранский прогрессивный теолог и писательница, бывшая пасторша Евангелическо-лютеранской церкви Америки. Занимается активной общественной деятельностью.
До 8 июля 2018 года она служила пастором-основателем Дома всех грешников и святых, парафии Евангелическо-лютеранской церкви Америки в Денвере, штат Колорадо.

## Биография
Надя Больц родилась в Колорадо-Спрингс, в семье лютеран-фундаменталистов.
Больц-Вебер (последняя часть фамилии — позже принятая фамилия мужа) начала делать татуировки в 1986 году, в 17 лет. Те, что присутствуют на её руках, отмечают литургический календарь и историю Евангелия. Она некоторое время училась в Университете Пеппердайна, прежде чем бросить учёбу и затем переехать в Денвер. Она говорит, что стала алкоголичкой и наркоманкой и часто чувствовала себя «чужаком общества». Позднее, Надя получила степень бакалавра Университета Колорадо по философии религии в 2005 году.
К 1991 году Больц-Вебер прекратила употреблять алкоголь. До своего рукоположения она была стендап-комиком и работала в ресторанном бизнесе.
Больц-Вебер почувствовала в себе призвание к религиозной деятельности в 2004 году, когда её попросили провести похороны подруги, покончившую жизнь самоубийством.
В 2008 году Больц-Вебер была рукоположена в сан пастора. Она основала собственную церковь «Дом всех грешников и святых», название которой часто сокращают до просто «Дом». Треть её церкви является частью ЛГБТ-сообщества. Её церковь также очень гостеприимна к людям с наркозависимостью, депрессией и даже к тем, кто не принимает теистическую веру. Больц-Вебер каждую неделю тратит почти двадцать часов на написание своей еженедельной десятиминутной проповеди.
Больц-Вебер выступает на конференциях по всему миру. Она выступала с докладами о том, как сосуществуют вера и феминизм.
20 августа 2021 года Больц-Вебер была вызвана Синодом ELCA и назначена первым пастором этой деноминации на церемонии.

## Личная жизнь

### Взгляды
Свои политические взгляды Надя описывает как социал-либеральные и левоцентристские. Поддержала Джозефа Байдена в 2020 году перед выборами президента США.
Поддерживает равные права ЛГБТ в церкви, в том числе однополые браки.
Будучи феминисткой, в 2018 году она призвала женщин присылать ей свои кольца чистоты, и она переплавила их в скульптуру влагалища, которую Вебер считала символом исцеления психологического ущерба, нанесённого движением за чистоту 1990-х годов.
Больц-Вебер в своей книге «Бесстыжая: Сексуальная Реформация» (2019) высказала мнение о новой «сексуальной революции» в христианстве, где предложила откинуть ортодоксальное представление о добрачном сексе как грехе, если это выражение любви двоих людей и попыталась библейски это подтвердить, а также призвала относиться с пониманием к естественной сущности мастурбации.
На одной конференции в День святого Валентина, 14 февраля 2019 года, Больц-Вебер подарила скульптуру американской феминистке и политической активистке Глории Стайнем.

### Семья
С 1996 года Больц-Вебер замужем за Мэтью Вебером, лютеранским пастором и имеет от него двоих детей. В 2016 году развелась со своим мужем.

## Книги
- Спасение на маленьком экране?, 2008.
- Недовольная, красивая вера: для нерегулярных (и обычных) людей, 2013.
- Пастрикс: капризная, прекрасная вера грешника и святого, 2014.
- Случайные святые: поиск Бога не в тех людях, 2016.
- Бесстыжая: Сексуальная Реформация, 2019.